# Me, Myself & I
Me, Myself & I – siódmy studyjny album amerykańskiego rapera Fat Joego. Do roku 2008 sprzedano 206 000 egzemplarzy.
Singlem promującym z albumu jest Make It Rain. Osiągnął on status platyny przez RIAA.

## Lista utworów
| #  | Tytuł                       | Producent(ci)     | Goście    | Kompozytorzy                                                                    | Czas |
| -- | --------------------------- | ----------------- | --------- | ------------------------------------------------------------------------------- | ---- |
| 1  | "Pendemic"                  | StreetRunner      |           | Cartagena, J./Warwar, N.                                                        | 3:25 |
| 2  | "Damn"                      | LV                |           | Cartagena, J./Coppin, L./Hanson, B.                                             | 3:50 |
| 3  | "The Profit"                | DJ Khaled         | Lil Wayne | Cartagena, J./Khaled, K./Carter, D.                                             | 5:07 |
| 4  | "No Drama (Clap & Revolve)" | The Runners       |           | Cartagena, J./Harr, A./Jackson, J.                                              | 3:58 |
| 5  | "Breathe and Stop"          | Nu Jerzey Devil   | The Game  | Barrett, C./Cartagena, J./Taylor, J./Torres, A./Allen, C.                       | 3:44 |
| 6  | "She's My Mama"             | StreetRunner      | H-Mob     | Cartagena, J./Douglass, J./Easterling, H./Goldsmith, L./Warwar, N./Thompson, R. | 4:23 |
| 7  | "Make It Rain"              | Scott Storch      | Lil Wayne | Cartagena, J./Storch, S./Carter, D.                                             | 4:11 |
| 8  | "Jealousy"                  | LV for The Hitmen |           | Cartagena, J./Coppin, L./Hayes, I.                                              | 4:55 |
| 9  | "Think About It"            | Scott Storch      |           | Cartagena, J./Storch, S.                                                        | 3:31 |
| 10 | "Hard Not to Kill"          | LV for The Hitmen |           | Cartagena, J./Coppin, L./Gaye, M.                                               | 2:55 |
| 11 | "Bendicion Mami"            | StreetRunner      |           | Brown, L./Cartagena, J./Glover, L./Gordy, H./Story, A./Warwar, N.               | 4:41 |
| 12 | "Story to Tell"             | DJ Khaled         |           | Cartagena, J./Khaled, K.                                                        | 5:17 |

## Notowania albumu
| Lista (2006)                          | Pozycja |
| ------------------------------------- | ------- |
| U.S. Billboard 200                    | 14      |
| U.S. Billboard Top R&B/Hip-Hop Albums | 3       |